# Vertrag von Medicine Creek
Der Vertrag von Medicine Creek ist ein im Jahre 1854 verhandelter Vertrag zwischen den Vereinigten Staaten und den Indianerstämmen der Nisqually, Puyallup, Squaxin sowie sechs kleineren Indianerstämmen. Der Vertrag wurde in der Nähe des Flussdeltas des Nisqually River im historischen Washington-Territorium, dem heutigen Bundesstaat Washington, geschlossen. Er wurde am 26. Dezember 1854 unterzeichnet und erlangte mit der Ratifizierung am 3. Mai 1855 Gesetzeskraft.
Der Vertrag von Medicine Creek beinhaltete im Wesentlichen die Abtretung von angestammten Landgebieten der indianischen Urbevölkerung am Puget Sound im Nordwesten des Bundesstaates Washington an die amerikanische Regierung gegen Zahlung eines Betrages von US-Dollar 32.500, Umzug der Ureinwohner in bereitgestellte Indianerreservate sowie Zugangsberechtigung der weißen Siedler zu den traditionellen Fisch- und Jagdgründen. Der Vertrag führte nicht zu einem dauerhaften Frieden in der Region. Infolge der von den Indianerstämmen als ungerecht empfundenen Vertragsbestimmungen brachen immer wieder blutige Unruhen aus, die im Puget-Sound-Krieg gipfelten. Chief Leschi, der Häuptling der Nisqually und erbitterter Gegner des Vertrages, behauptete später, er hätte den Vertrag nicht unterschrieben und wehrte sich gegen die Zwangsumsiedlung in die Gefangenschaft eines Indianerreservates. Ihm wurde die Leitung eines Überfalls auf die Stadt Seattle (Schlacht um Seattle) am 26. Januar 1856 vorgeworfen. 1858 wurde er wegen des umstrittenen Vorwurfs des Mordes und der Rebellion hingerichtet. 2004 wurde er von beiden Häusern des Kongresses rehabilitiert.